# Media Luna, Kuba
Media Luna är en ort i Kuba. Den ligger i provinsen Provincia Granma, i den sydöstra delen av landet, 600 km sydost om huvudstaden Havanna. Media Luna ligger 16 meter över havet och antalet invånare är 16 713.
Terrängen runt Media Luna är platt. Havet är nära Media Luna åt nordväst. Runt Media Luna är det ganska tätbefolkat, med 93 invånare per kvadratkilometer. Närmaste större samhälle är Campechuela, 19,5 km nordost om Media Luna. Omgivningarna runt Media Luna är en mosaik av jordbruksmark och naturlig växtlighet.